# Dragon de Wasmes
 (février 2020).
 (février 2020).
- Si vous ne connaissez pas le sujet, laissez ce bandeau (vous pouvez alors contacter les auteurs).
- Si vous supprimez le contenu mis en cause (vous pouvez préalablement contacter les auteurs),

argumentez précisément cette suppression dans la page de discussion
(un manque de référence n'est pas un argument ; une recherche réelle de référence doit avoir été effectuée, être formellement documentée).

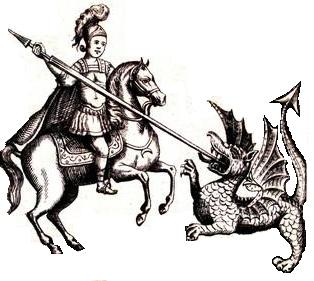
Gravure représentant le combat entre Gilles de Chin et le dragon.

Le dragon de Wasmes est une légende du Borinage, en Belgique. Elle raconte le combat de Gilles de Chin contre un dragon qui terrifiait les habitants de Wasmes.

## Description
La légende raconte qu'aux alentours de l'an 1130, une colossale bête hantait les marais de Wasmes. Elle semait la crainte dans tout le Borinage alors que personne ne l'avait réellement vue. Elle s'attaquait au bétail et dévorait ses victimes.
Un jour, le dragon s'attaqua à une petite fille âgée de 4 ou 5 ans, la Pucelette. Il la retenait prisonnière dans sa tanière.
C'est alors que Gilles de Chin,  chambellan héréditaire du Hainaut, apprend l’existence de cette bête et décide d'aller sauver la fillette.
Avant de partir en expédition, il invoque Notre-Dame et lui demande de le guider. Il s'en va chevauchant un cheval et armé d'une lance. Quand Gilles arriva dans les marais où se terrait la bête, celle-ci sentit sa présence et sortit de sa grotte en crachant du feu. Nul doute, c'était un dragon.
Il s'ensuit un combat dont Gilles sortit vainqueur après plusieurs coups de lance. Il entra dans l'antre du Dragon et ramena la Pucelette à Wasmes.
La tête du dragon fut amenée à Mons.

## Dans le folklore

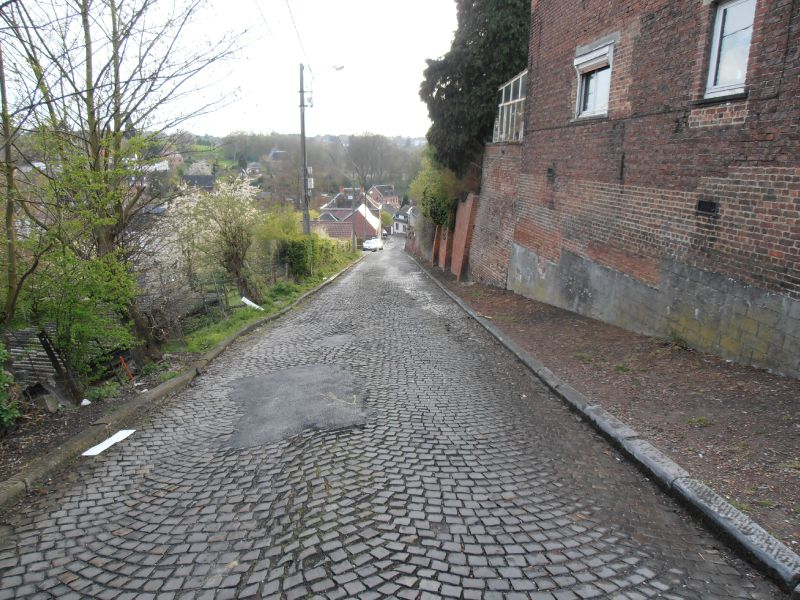
La Tienne du Dragon à Wasmes

Dans le folklore wasmois, cette légende est mise à l'honneur lors du lundi de Pentecôte. Ce jour-là, la Pucelette est symbolisée par une fillette choisie dans la région  et est présentée aux habitants de Wasmes. Il s'y déroule une procession, le Tour de Wasmes.
Il met à l'honneur Notre-Dame de Wasmes pour la remercier de sa protection. Durant cette procession, Notre-Dame de Wasmes y est escortée par la Pucelette, le curé de Wasmes et les fidèles wasmois. Cela représente l'invocation de Notre-Dame par Gilles de Chin avant d'aller combattre de le dragon. Le dragon ainsi que le combat y sont également représentés.
Il y a aussi à Wasmes une rue portant le nom de rue du Dragon suivie par la Tienne du Dragon, célèbre côte grimpée par les cyclistes du Grand Prix Pino Cerami.

## Similitudes avec d'autres légendes
La légende du dragon de Wasmes comporte certaines similitudes avec d'autres légendes, notamment celle de saint Georges qui terrasse un dragon. Cette légende est d'ailleurs mise à l'honneur à Mons lors de la ducasse.
Selon La Légende dorée aussi, saint Georges tue un dragon qui terrifie les habitants de la ville de Silcha (Silène) en Libye et sauve une jeune fille des griffes de la bête.